# Tunjo Marković
Tunjo Marković (Hrvatska Poljana, 20. kolovoza 1955. - Tuzla, 10. rujna 2005.), hrvatski pjesnik, društven i kulturni radnik iz Bosne i Hercegovine, iz Hrvatske Poljane.

## Životopis
Rodio se u Hrvatskoj Poljani 1955. godine. Pohađao je prvo OŠ 2. oktobar, a nakon što je 1964. srušena stara škola zbog izgradnje brane u Modracu kad je napravljeno Modračko umjetno jezero, pohađao je novu školu u Kiseljaku. Već u osnovnoj se vidjelo da je nadaren za pisati pjesme. Za srednju školu izabrao je rudarsko-strojarski školski centar. Ondje su mu dali prigodu objaviti svoje radove i u novinama. Posjedovao je velike zbirke pjesama koje se i danas čuvaju. Sudjelovao je na brojnim radnim akcijama, među kojima je 1980-ih pravljenje puta od Hrvatske Poljane prema Bistarcu. Aktivan i u društvenom i kulturnom životu Jugoslavije te poslije i BiH. Tragično je umro 10. rujna 2005. godine u Tuzli. Pokopan je na groblju sv. Josipa u Hrvatskoj Poljani. Nažalost, njegov je nadgrobni spomenik oskvrnjen 11. siječnja 2014. godine kao i još nekoliko susjednih. Do danas nisu nađeni počinitelji tog zlodjela.